# Nižné Matejkovo

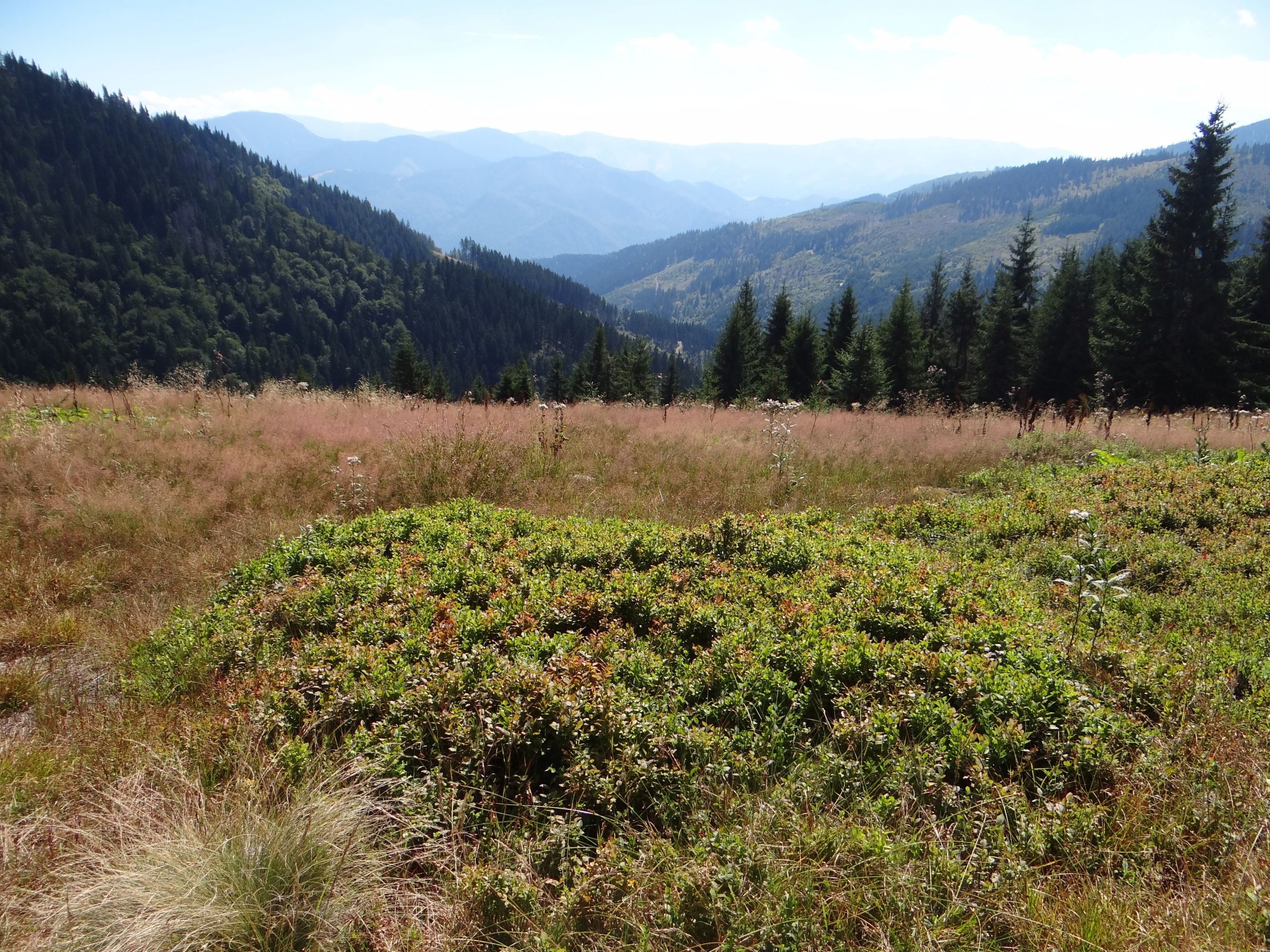
Górna część doliny

Nižné Matejkovo – dolina w Wielkiej Fatrze na Słowacji. Jest orograficznie lewym odgałęzieniem kotliny Revúcke podolie. Prawe zbocza doliny tworzy południowo-wschodni grzbiet Małej Smrekovicy (Malá Smrekovica, 1485 m), lewe południowo-wschodni grzbiet szczytu Šiprúň (1461 m). Dolina opada w kierunku wschodnim (a dokładniej SEE) i uchodzi na Revúcke podolie w osadzie Podsuchá, przy drodze krajowej 59, na wysokości około 560 m. Jej dnem spływa Matejkovský potok, a wzdłuż niego przez Revúcke podolie prowadzi asfaltowa droga do zabudowań osady Podsuchá.
Dolina ma długość około 8 km, jest nieco kręta i całkowicie porośnięta lasem. Znajduje się w otulinie Parku Narodowego Wielka Fatra. Tuż po jej południowej stronie jest druga, równoległa dolina – Vyšné Matejkovo.

## Szlaki turystyczne
Doliną prowadzi znakowany czerwono szlak turystyki pieszej i rowerowej. Na grzbiecie Wielkiej Fatry (Nižné Šiprúnske sedlo) krzyżuje się on z zielonym szlakiem turystycznym wiodącym grzbietem Wielkiej Fatry, oraz z krótkim szlakiem na szczyt Šiprúň.
  Podsuchá – Nižné Matejkovo – Vyšné Šiprúnske sedlo – Nižné Šiprúnske sedlo – Chabzdová, rázcestie – Chabzdová – Vtáčnik – Tlstá hora – Nová Černová (Rużomberk). Odcinek Podsuchá – grzbiet Wielkiej Fatry (Vyšné Šiprúnske sedlo): odległość 8,2 km, suma podejść 855 m, czas przejścia: 2.55 h, ↓ 2.10 h.